# مدرسة دار الأرقم
مدرسة دار الأرقم هي مؤسسة تربوية تعليمية مدرسية في مدينة غزة، تقدم خدماتها للأيتام وأبناء الأسرى والشهداء وبعض حالات ذوي الإعاقة. دُمرت في أبريل 2025

## التاريخ
مدرسة في مدينة غزة أسسها مؤسس حماس أحمد ياسين، ويقع مقرها في شارع يافا، قرب مسجد المحطة.
تعرضت المدرسة في سبتمبر 2005 إلى تدمير جزئي في غارة جوية نفذها سلاح الجو الإسرائيلي رداً على الهجمات الصاروخية الفلسطينية على إسرائيل.

### مجزرة مدرسة دار الأرقم
خلال حرب الإبادة التي تشنها إسرائيل ضد قطاع غزة منذ 7 أكتوبر 2023، وبعد استئنافها القتال وكسرها اتفاق وقف إطلاق النار في 19 مارس 2025، هاجم سلاح الجو الإسرائيلي المدرسة ومن فيها من نازحين بغارة جوية وقتل 31 فلسطينيًا وأصاب العشرات في 3 أبريل 2025.
لاحقًا أخليت المدرسة على الفور بعد إنذار إسرائيلي بقصف المدرسة. تعرضت للقصف بما يقارب 7 صواريخ جوية ؛ مما حال من القدرة على انتشال المصابين والشهداء كافة من تحت الأنقاض.

## وصلات خارجية
- موقع رسمي.